# Bruno Galland
Pour les articles homonymes, voir Galland.
Bruno Galland, né le 6 mars 1964 à Lyon, est un archiviste et historien français.

## Biographie
Après des études à Sainte Marie Lyon et à Sainte-Croix de Neuilly, il est élève de l'École nationale des chartes, et il y obtient le diplôme d'archiviste paléographe en 1987 avec une thèse intitulée Les archevêques de Lyon de la Bulle d'or aux Philippines. Il poursuit alors ses recherches pour devenir docteur en histoire en 1992 et est membre de l'École française de Rome de 1992 à 1995.
Conservateur aux Archives nationales, il y est successivement responsable de la section ancienne, responsable du Caran, directeur scientifique du site de Paris et directeur des publics. 
Depuis le 3 avril 2014, il est directeur du service d'archives du département du Rhône et de la métropole de Lyon et conservateur des antiquités et objets d'art. Il arrive aux Archives du Rhône alors que l'institution va déménager vers son site actuel de la Part-Dieu, opération qu'il a déjà vécu avec la préparation du déplacement des archives nationales à Pierrefitte-sur-Seine entre 2008 et 2012.
Il est également professeur associé à l'université Paris Sorbonne-Paris IV .

## Ouvrages
- Deux archevêchés entre la France et l'Empire : les archevêques de Lyon et les archevêques de Vienne, du milieu du XIIe siècle au milieu du XIVe siècle, Rome : École française de Rome ; Paris : diff. de Boccard, 1994.
- Les papes d’Avignon et la Maison de Savoie (1309-1409), Rome, École française de Rome ; Paris, diff. de Boccard, 1998 (lire en ligne).
- Les instruments de recherche dans les archives (avec Christine Nougaret), Paris, Documentation française, 1999.
- Les authentiques de reliques du Sancta Sanctorum, Città del Vaticano, Biblioteca apostolica vaticana, 2004[4].
- Archevêques de Lyon (en collaboration), Lyon : éditions lyonnaises d'art et d'histoire, 2012.
- Philippe Auguste, Paris : Belin, 2014[5].
- Les archives, Paris : presses universitaires de France, 2016, rééd. 2020 (coll. Que sais-je ?).